# József Bajza
Nu trebuie confundat cu Jozef Ignác Bajza (1755 - 1836), scriitor slovac.
József Bajza (n. 31 ianuarie 1804 - d. 3 martie 1858) a fost un poet și critic literar maghiar, promotor al romantismului.
Lirica sa, în general sentimentală, a creat o adevărată școală.
Versurile sale patriotice susțin cauza Revoluției de la 1848.

## Opera
- 1828: Teoria epigramei ("Az epigramma teoriája")
- 1850: Profeție ("Jóslat")
- 1851: Rugă ("Nyugasztaló")[2]